# 유앤미 블루
유앤미 블루(U&Me Blue)는 대한민국의 모던 록 밴드이다.

## 활동 내역
미국에서 거주하던 방준석과 이승열이 만나 대한민국으로 귀국한 후 1994년에 결성해 홍익대학교 앞에 소재하는 블루 데블이라는 라이브 클럽에서 활동하기 시작했다. 서구에서 시작된 모던 록을 한국에 들여옴으로써 ‘한국 모던 록의 선구자’라고 불리기도 한다. 결성한 해, 첫 정규 음반 《Nothing`s Good Enough》를 발매했다. 그러나 이는 서구의 모던 록과 매우 흡사한 음악으로 구성되어 있어 평단에서 큰 반향을 일으키지 못했으며, 또한 대중들에게는 익숙하지 못한 사운드로 외면받아 결국 1집은 실패로 돌아가고 말았다.
2년 후 낸 두 번째 음반 《Cry…Our Wanna Be Nation!》은 조금씩 주목을 끌기 시작했다. 모던 록에 한국적인 정서를 가미시켜 반향을 일으키기 시작했던 것이다. 그러나 이 또한 대중들에게서 큰 인기를 끌지 못하여 활동은 무기한 중단되고 말았다. 이후 방준석은 영화 음악 활동을, 이승열은 2003년 솔로 앨범 발매를 시작으로 솔로 아티스트 활동을 하였다.
그러나, 방준석과 이승열은 2007년과 2008년에 각각 있었던 제천국제음악영화제와 쌈지사운드페스티벌에서 같이 공연하기도 했다. 2009년에 방준석과 이승열이 유앤미 블루라는 이름을 걸고 7월 30일에 서울 공연을 하면서 재결성을 준비하고 있음이 알려졌다.
유앤미 블루가 발매했던 두 정규 음반은 발매 당시엔 큰 인기를 끌지 못하였으나 발매 이후 평단에서 꾸준히 좋은 평을 얻어 ‘저주받은 걸작’ 등으로 불리기도 했다. 2007년 8월에 음악 웹진 가슴 네트워크와 경향신문이 선정한 《한국대중음악 100대 명반》에서 《Nothing`s Good Enough》가 41위, 《Cry…Our Wanna Be Nation!》이 23위로 발표되어 다시금 주목을 받았다.

## 구성원
- 방준석 - 보컬, 기타
- 이승열 - 보컬, 기타

## 음반
정규 음반
1. 《Nothing`s Good Enough》 (1994년)
2. 《Cry…Our Wanna Be Nation!》 (1996년)

공연실황 음반
- 《Live Collection From 95 to 97》 (1998년)

디지털 싱글
- 〈비와 당신〉 (2009년)

참여 음반
- 영화 《아름다운 청년 전태일》 수록곡 〈그대 영혼에〉 (1995년)